# Don Rathbone
Donald (Don) Rathbone (Wilmslow, Cheshire, oktober 1942) is een Britse drummer.
Rathbone raakte aan het einde van de jaren vijftig betrokken bij de zich ontwikkelende rock-'n-roll in Manchester. Hier werd hij in 1960 lid van zijn eerste band, The Electrons. Hij bleef bij deze verder onbekend gebleven groep tot hij in 1962 overstapte naar de nieuwgevormde Hollies.
Samen met zanger Allan Clarke, slaggitarist Graham Nash, sologitarist Vic Farrell (ook bekend als Vic Steele) en basgitarist Eric Haydock speelde die groep aanvankelijk in beatkelders en clubs. Toen er een platencontract kwam, vertrok Farrell. Zijn ouders vonden hem te jong voor een fulltimebaan als muzikant en hij koos voor het afmaken van zijn school. In zijn plaats werd Bobby Elliott de nieuwe drummer.
Rathbone verliet The Hollies kort na de opname van hun tweede single, Searchin'.
Toen The Hollies in 2010 werden opgenomen in de Rock and Roll Hall of Fame was Rathbone niet van de partij, maar hij werd wel genoemd door Graham Nash tijdens diens dankwoord.